# Джансен (Небраска)
Джансен (англ. Jansen) — селище (англ. village) в США, в окрузі Джефферсон штату Небраска. Населення — 101 особа (2020).

## Географія
Джансен розташований за координатами 40°11′10″ пн. ш. 97°5′0″ зх. д. / 40.18611° пн. ш. 97.08333° зх. д. (40.186128, -97.083391).  За даними Бюро перепису населення США в 2010 році селище мало площу 0,59 км², уся площа — суходіл.

## Демографія
Згідно з переписом 2010 року, у селищі мешкало 118 осіб у 58 домогосподарствах у складі 31 родини. Густота населення становила 199 осіб/км².  Було 67 помешкань (113/км²).
Расовий склад населення:
| - 99,2 % — білих |

До двох чи більше рас належало 0,8 %. Частка іспаномовних становила 0,0 % від усіх жителів.
За віковим діапазоном населення розподілялося таким чином: 17,8 % — особи молодші 18 років, 60,2 % — особи у віці 18—64 років, 22,0 % — особи у віці 65 років та старші. Медіана віку мешканця становила 50,0 року. На 100 осіб жіночої статі у селищі припадало 103,4 чоловіків;  на 100 жінок у віці від 18 років та старших — 86,5 чоловіків також старших 18 років.
Середній дохід на одне домашнє господарство  становив 47 418 доларів США (медіана — 37 500), а середній дохід на одну сім'ю — 53 626 доларів (медіана — 40 000). За межею бідності перебувало 16,2 % осіб, у тому числі 26,5 % дітей у віці до 18 років та 20,0 % осіб у віці 65 років та старших.
Цивільне працевлаштоване населення становило 76 осіб. Основні галузі зайнятості: виробництво — 27,6 %, будівництво — 26,3 %, освіта, охорона здоров'я та соціальна допомога — 14,5 %, транспорт — 9,2 %.